# 中上真亜子
中上 真亜子（なかがみ まあこ、1987年9月13日 - ） は、日本のタレント、ファッションモデル。熊本県下益城郡（現・宇城市）出身。元ワタナベエンターテインメント所属元エントリーサービスプロモーション所属。熊本県立済々黌高等学校卒業、熊本大学文学部卒業。

## 来歴

### 生い立ち
1987年、熊本県下益城郡松橋町（現・宇城市）で生まれる。家族構成は父、母、兄、弟。弟とは18歳ほど歳が離れている。中学生時代は当時の恩師が働く児童福祉相談所の職員を目指していた。高校生時代に雑誌に写真が掲載され、その雑誌の編集長から福岡のタレント事務所を紹介される。

### 芸能活動
2007年10月17日、WORLD MISS UNIVERSITY CONTEST IN JAPAN 2007において準ミスグランプリを獲得した。集英社のPINKY賞を同時受賞し、ファッション雑誌『PINKY』でのデビューが決まった。
大学1年生の時に深夜バラエティ番組『ドォーモ』への出演が決定する。最初の仕事は地元熊本の馬刺し店や熊本市動植物園を巡る収録だった。しかし、中上は同番組を見たことがなかったため、本番中に共演者の先輩タレントに「誰ですか?」と尋ねたことがあった。同番組へリポーターとして月4〜8回出演するほか、九州ローカルバラエティ番組を中心に出演した。全国ネットに進出後、バラエティ番組だけでなくクイズ番組や情報番組などあらゆるジャンルの番組への出演を行っていた。2009年4月ごろにレギュラー番組（『ひるおび!』、『キャンパスナイトフジ』）を抱える東京で一人暮らしを始めた。そのため大学には飛行機で通ったりインターネットで授業を受けていた。
東京で活動するにあたり、福岡の事務所「エントリーサービスプロモーション」から業務提携先のワタナベエンターテインメントの所属となったが、2010年3月をもって両社の業務提携が終了。前所属先である「エントリーサービスプロモーション」に戻った。2010年4月からは以前から出演していた『ドォーモ』、5月からは『さきっちょ☆』にレギュラー出演している。また、3月末日をもってワタナベエンターテインメントホームページ内の公式ブログが閉鎖されたため、4月13日から新たに公式ブログ「女所長24時」が開設されている。その後「Maco's Growth Diary ～まあことカブちゃんの成長日記～」にタイトルを変更してブログを継続している。2011年12月14日より「MAAKO'S BLOG 中の上ですが…何か？」にタイトル変更。
2008年2月13日、テレビドラマ『福岡恋愛白書4 恋はバックドロップ』（KBCテレビ）で女優デビュー。その後も、KBCに留まらず、福岡のテレビ局・ラジオ局を中心に活躍している。

## 人物
趣味・特技は料理、カブトムシ育成、餃子の皮包み、子供の世話。好きな食べ物は餃子、WIRED CAFEのポテトウェッジ。
明るく天真爛漫で、自身を「平成の爆笑王」と評している。「めっちゃ〜」が口癖。2009年5月1日放送の『キャンパスナイトフジ』で博多弁が好きという明石家さんまに自身の博多弁を披露したが、「違う!違う!違う!」と全否定された。中上曰く「時々、熊本弁と博多弁が混ざる」。
2009年12月18日放送の『キャンパスナイトフジ』でオードリーの若林正恭から「熊本ではスザンヌの再来と呼ばれている」と紹介された。『キャンパスナイトフジ』内でゆったり感中村に「中上様」と呼ばれたことをきっかけに、同番組にゲスト出演したチュートリアル徳井義実が「中上様の（水着）が見たかった」「どっぷり中上様なんで」と発言するなど、「中上様」の呼び名が広まった。同番組の最終回でケンドーコバヤシは「あれ（中村が中上様と呼んだこと）はギャグじゃなく本当に司会のうまさに感服していたのだと思う」とコメントしている。
家族と過ごすことが一番の癒しで、仕事で実家に帰れなくなるとストレスが溜まる。子供のころからボランティア活動に熱心で、現在も人の役にたつような仕事をしたいと思っている。20歳のとき、自宅前の道路にあるマンホールの蓋が開いているのに気づかず、落ちてしまったことがある。
『ネプリーグ芸能界超常識王決定戦』収録時に、天衣無縫なのに物知りなところから共演者の関根勤に「君は蓮舫になれ!」と叫ばれた。
カブトムシ（甲虫類）マニアである。2009年8月16日放送の『熱血!平成教育学院』では、スタジオにアクティオンゾウカブトという巨大なカブトムシの巨大な終齢幼虫を持ち込んで、高島彩ほか共演者を驚かせた。また『キャンパスナイトフジ』内で「私がカブトムシを好きな理由」をプレゼンし巨大幼虫を素手で掴み、かわいがる等のパフォーマンスでスタジオを騒然とさせベストプレゼンターに輝いた。2010年12月2日放送の『奇跡体験!アンビリバボー』では立入禁止ハンターとしてペルー、アマゾンへ行きヴァーチュアーソ社が企画する豪華客船アクア号に乗り、1週間アマゾン川ツアーに参加。現地の人が仕留めたばかりのヘビ（ジャララカ）やワニ（メガネカイマン）の子供を素手で掴んだりピラニア釣り等を体験リポートした。

## 出演

### テレビ
レギュラー出演
- ドォーモ ロンプク☆淳（九州朝日放送、2006年12月 - 2011年6月・2016年12月10日 ‐ 2021年3月23日）
- サタデココ（くまもと県民テレビ、2011年4月 - ）不定期
- 探検!九州（RKB毎日放送、2011年11月23日 - 2014年3月17日）不定期
- 今日感テレビ（RKB毎日放送、2012年6月20日 - 番組終了）不定期
- 今日感テレビ日曜版（RKB毎日放送、2016年4月3日 ‐ 2020年9月27日）MC

過去のレギュラー出演
- アナCAN（TBS、2007年10月 - 2008年9月）第1期アナCANサポーター
- ひるおび!（TBS、2009年3月 - 2010年3月25日）お天気コーナー 水・木担当（2009年9月25日までは月・火担当）
- キャンパスナイトフジ（フジテレビ、2009年4月10日 - 2010年3月19日）キャンパスナイターズ
- ちょこっとだけ最先端バラエティー さきっちょ☆（テレビ朝日、2010年5月4日 - 2011年9月27日）さきっちょ☆ガール
- 使える!おしゃTV（TVQ九州放送、2011年7月5日 - 2011年12月27日）
- めんたいワイド（福岡放送、2011年10月4日 - 2012年3月27日）隔週火曜日コーナーレギュラー
- 旅ログ紀行 九州あっぷ旅路（RKB毎日放送、2012年9月2日 ‐ 放送終了）
- パンブーのとりあえずナマ!?（TVQ九州放送、2019年4月6日 ‐ 2020年3月28日）

単発出演など
- 福岡恋愛白書4 恋はバックドロップ（九州朝日放送、2008年2月13日）
- LOVE WEDDING TV（テレビ大分、2008年3月7日）リポーター
- ぷりてぃうーまん（テレビ朝日、2008年8月9日）
- 笑う犬2008秋（フジテレビ、2008年9月30日）
- ミスキャンナイトフジ (仮)（フジテレビ、2008年12月23日）ミスキャンナイターズ
- 第46回新春かくし芸大会2009（フジテレビ、2009年1月1日）
- るり色の砂時計（九州朝日放送、2009年1月3日）
- クイズ・ドレミファドン!（フジテレビ、2009年1月4日・8月4日）
- ネプリーグ芸能界超常識王決定戦（フジテレビ、2009年3月2日）インテリチーム
- めちゃ×2イケてるッ!（フジテレビ、2009年6月27日）
- ザ・ベストハウス123（フジテレビ、2009年7月8日）
- めざましどようびメガ祝!お台場合衆国建国爆笑ナビ行きますSP（フジテレビ、2009年7月18日）
- 熱血!平成教育学院（フジテレビ、2009年8月16日・9月27日・2010年1月31日・6月13日・9月26日）
- 平成教育学院☆放課後（BSフジ、2009年11月7日・2010年7月10日・8月21日・9月4日・9月18日）
- FNSソフト工場『歴史に学ぶ賢いお金の使いかた〜検証!!日本の歴史How Much〜』（テレビ熊本、2009年9月18日）
- 太田光の私が総理大臣になったら…秘書田中。（日本テレビ、2009年9月18日）
- 奇跡体験!アンビリバボー（フジテレビ、2009年10月8日・2010年2月25日・12月2日・2011年10月13日）
- 日韓アルゲッチョ?TV（テレビ西日本、2009年11月28日）
- アイドリング!!! / アイドリング!!!日記（フジテレビワンツーネクスト、2009年12月・2010年3月）
- 上田アニのおねだりサンタ2009（テレビ熊本、2009年12月23日）
- 芸能界プライドバトルガチマッチ（関西テレビ、2010年1月3日）MC
- 押切もえの幸せの言葉（テレビ熊本、2010年2月20日ほか）
- 秘密のケンミンSHOW（読売テレビ、2010年8月19日）
- さがんスペシャル「がばい元気宣言～大会出場の夢かなえます～」（NHK佐賀、2010年8月27日・NHKハイビジョン、2010年11月1日）カブトムシ相撲リポーター
- TOKIO米倉森三中AKB48大集合！24時間テレビ本番直前SP（日本テレビ、2010年8月28日）
- 24時間テレビ 「愛は地球を救う」（日本テレビ、2010年8月28日・8月29日、2011年8月20日・8月21日）
- 24時間テレビ 徳さん＆キリマンジャロ登山スタート直前生放送SP（日本テレビ、2011年8月20日）
- 世界一受けたい授業（日本テレビ、2010年10月30日）
- 上田アニのおねだりサンタ2010（テレビ熊本、2010年12月23日）
- Happy Sunday ココSmile（くまもと県民テレビ、2011年3月6日）
- 九州発『関西三都物語』（熊本朝日放送、2011年3月26日）
- 2011出発応援SP 踏み出そう！未来へ（福岡放送、2011年4月23日）
- 味わいぶらり旅SP ～九州新幹線で行く満腹グルメツアー～（RKB毎日放送、2011年10月20日）
- ハシゴマン（TOKYO MX、2011年12月29日）
- 内村さまぁ～ず（インターネットテレビ 2012年2月1日 - 2012年2月14日配信 ゲスト）
- 発見！幸せロードマップグッドチョイスＴＶ（九州朝日放送 2012年5月19日）
- ハコニワ[リンク切れ]（2012年5月24日、東京インターネット放送局[リンク切れ]）
- 今夜決定！九州沖縄・底ヂカラ王（RKB毎日放送 2012年7月12日）
- 吉本スタア軍団がゆく 笑う九州神秘ツアー（RKB毎日放送 2012年7月19日）
- しゃべくり007（日本テレビ、2022年9月26日）
- シリタカ!（九州朝日放送、2024年2月〜不定期出演。）

### ラジオ
- DJ Tomoaki’s Radio Show!（下北FM、アシスタントMCとして2009年8月27日・12月3日／ゲストとして2011年3月24日）
- ナイターズ　マル秘同窓会～もう一度ヤラせて～（下北FM、2011年3月26日）
- KIRIN presents 九州“世界一”ラボラトリー（FM FUKUOKA、2014年4月 - 9月・2015年4月 - ）
- 二丁目お茶の間劇場（RKBラジオ、金曜のみ 2017年10月6日 - ）

### 雑誌
- PINKY（集英社）
- No!（エヌオー出版）
- ブライダル情報誌「MEMORY」
- 福岡Walker（角川書店）
- B.L.T 九州版
- フリーペーパー「SKIP」2010年11月号
- 映画・ドラマ・小説で楽しむ時代劇（キネマ旬報社）2010年12月
- ネイルUP！（ブティック社）2011年1月
- 熊本Walker（角川書店）2011年3月
- フリーペーパー「GaRiYa」2011年6月号

### CM
- マルタイ
- ウェリスパーク新宮　杜の宮
- 日産プリンス福岡販売
- 西日本シティ銀行

### その他
- 博多阪急（HAKATA　SISTERSイメージモデル）
- 八仙閣（イメージモデル）
- アコムナビ（ナビゲーター）

### イベント
- 24時間テレビ チャリティイベント 2010年8月28日・29日、2011年8月20日・21日
- FUKUOKA LOVE＆COLLECTION2010
- 味のマルタイ50周年感謝のラーメン祭り
- 福岡県民さわやかマラソン2010
- 福岡アジアコレクション（FACo）2011SS
- バラエティイベント・ハコニワ 2011年5月4日、2012年5月24日
- TOKYO GIRLS COLLECTION Sweet Xmas Edition supported by 宮崎恋旅 モデル 2011年12月23日

## 写真集
- キャンパスナイトフジ しこたま卒業アルバム（2010年3月19日、講談社） ISBN 978-4-06-379441-0

## CD
- エロくないのにエロく聴こえる歌 〜しこたまがんばれ!〜（2010年3月17日、ポニーキャニオン） - キャンパスナイターズ